# Nilton Pacheco
Nilton Pacheco de Oliveira (ur. 26 lipca 1920 w Salvadorze, zm. 26 czerwca 2013 w Rio de Janeiro) – brazylijski koszykarz, medalista olimpijski.

## Kariera
Nilton Pacheco uczestniczył na Letnich Igrzyskach Olimpijskich 1948 w Londynie. Podczas tych igrzysk wraz z reprezentacją Brazylii w koszykówce grał mecze wraz z reprezentacjami Włoch, Kanady, Wielkiej Brytanii, Urugwaju, Węgier, Czechosłowacji, Francji i Meksyku, ostatecznie zdobywając 3. miejsce oraz brązowy medal.